# Christmas Songs
Pour les articles homonymes, voir Christmas Song (homonymie).
Albums de Diana Krall
The Girl in the Other Room
(2004) From This Moment On
(2006)
Christmas Songs est un album de la pianiste et chanteuse de jazz canadienne Diana Krall paru en 2005 chez Verve. Il présente une compilation de chansons de Noël et est aussi le premier enregistrement de Krall avec un big band.

## Réception
Matt Collar écrit sur AllMusic que « Diana Krall nous livre un album enfumé, sophistiqué et un peu mélancolique parfaitement adapté pour accompagner des boissons cocktails et des occupations romantiques aux dernières lueurs » et il ajoute aussi « il n'y a rien d'inattendu sur Christmas Songs » puis il conclut en écrivant : « si vous aimez les albums de vacances cool et chic, Christmas Songs est un bas de Noël qui ne manquera pas de plaire ».
Dans le classement américain Billboard 200, l'album s'est placé en 2005 à la 17e place et s'est également placé en tête du classement Top Jazz Album.

## Titres
| N°  | Titre                                  | Compositeur                       | Durée |
| --- | -------------------------------------- | --------------------------------- | ----- |
| 1.  | Jingle Bells                           | James Pierpont                    | 3:26  |
| 2.  | Let It Snow! Let It Snow! Let It Snow! | Jule Styne, Sammy Cahn            | 4:02  |
| 3.  | The Christmas Song                     | Mel Tormé, Robert Wells           | 4:24  |
| 4.  | Winter Wonderland                      | Felix Bernard, Richard B. Smith   | 3:15  |
| 5.  | I'll Be Home for Christmas             | Kim Cannon, Walter Kent, Buck Ram | 3:08  |
| 6.  | Christmas Time Is Here                 | Vince Guaraldi, Lee Mendelson     | 3:35  |
| 7.  | Santa Claus Is Coming to Town          | J. Fred Coots, Haven Gillespie    | 2:54  |
| 8.  | Have Yourself a Merry Little Christmas | Ralph Blane, Hugh Martin          | 4:19  |
| 9.  | White Christmas                        | Irving Berlin                     | 4:32  |
| 10. | What Are You Doing New Year’s Eve?     | Frank Loesser                     | 4:10  |
| 11. | Sleigh Ride                            | Leroy Anderson, Mitchell Parish   | 3:26  |
| 12. | Count Your Blessings Instead of Sheep  | Irving Berlin                     | 3:41  |

## Enregistrement
Les titres sont enregistrés avec le Clayton-Hamilton Jazz Orchestra, comme pour l'album suivant From This Moment On. L'album est référencé : Verve 4717.